# Давид Бадер
Давид А. Бадер (рођен 4. маја 1969) угледни је професор и директор Института за науку о подацима на Технолошком институту у Њу Џерсију.  Раније је био професор, председавајући Школе рачунарске науке и инжењерства и извршни директор рачунарства високих перформанси на рачунарском факултету у Џорџији. Поред тога, Бадер је изабран за директора првог Сони Тошибиног центра за компетенцију за микропроцесор на Рачунарском факултету на Технолошком институту у Џорџији. Он је сарадник ИЕЕЕ-а, АААС-ов сарадник, СИАМ-ов сарадник. Бадер је водећи стручњак за науке о подацима. Његова главна подручја истраживања налазе се на пресеку рачунарстава високих перформанси и апликација које помажу у свакодневном животу, укључујући безбедност на интернету, масовну аналитику и рачунску геномику.
Бадер је стручњак за дизајн и анализу паралелних и вишејезгарних алгоритама за апликације у стварном свету, попут оних у безбедности на интернету и рачунској биологији. Добитник је награде од ИБМ-а, Мајкрософтових истраживања, Енвидиа, Фејсбук, Интел и Сони. Ко-председавао је низом састанака. Био је препознат као један од најутицајнијих аутора у историји међународне конференције ИЕЕЕ о рачунарима високих перформанси, подацима и аналитикама (ХиПЦ) у 2018.

## Детињство и младост
Бадер је син професора хемије Мориса Бадера и његове супруге Карен. Он је извиђач орао у Младим извиђачима из Америке, који је ово име добио 1985. Бадер је дипломирао на  Liberty High School у Бетлехему у Пенсилванији 1987. Постао је дипломирани инжењер из области рачунарског инжењерства 1990. и магистрирао на електротехници 1991. са Универзитета Лихај у Бетлехему, Пенсилванија. Потом је докторирао електротехничко инжењерство 1996. на Универзитету у Мериленду, Студентски Парк. Док је био на УМД-у 1992. године, Бадер је добио НАСА-ину стипендију Гералд Софен-а, научника пројекта викиншких мисија на Марс, у Центру за свемирске летове Годард.

## Каријера
Од 1998. до 2005. Бадер је био професор и регентски предавач на Универзитету у Новом Мексику. 2005. године прешао је у Georgia Tech, где је био професор и обављао функцију првог председавајућег Школе рачунарске науке и инжењерства (ЦСЕ) од јула 2014. до јуна 2019. У јулу 2019. године Бадер се придружио Технолошком институту у Њу Џерсију као угледни професор на катедри за рачунарске науке Факултета рачунарства Ying Wu. Служио је у бројним програмским одборима конференције који се односе на паралелну обраду, уређивао је бројне часописе, објавио је бројне чланке и био је члан ИЕЕЕ-а, члан АААС-а, члан СИАМ-а и члан АЦМ-а.
У октобру 2018. године Бадер је именован за главног уредника трансакција АЦМ-а за паралелно рачунање. Био је главни уредник трансакција ИЕЕЕ за паралелне и дистрибуиране системе (ТПДС), од 2013-2017. и био је помоћник главног уредника часописа за паралелно и дистрибуирано рачунање (ЈПДЦ). Бадер је био придружени уредник ИЕЕЕ трансакција на паралелним и дистрибуираним системима, IEEE DSOnline, паралелном рачунарству и ACM Journal of Experimental Algorithmics, а објавио је преко 210 чланака у часописима и конференцијама са рецензијом.
Бадер је био водећи истраживач на пројекту Nvidia Echelon, примио је награду ДАРПА у износу од 25 милиона долара, путем програма свеприсутног рачунања високих перформанси (УХПЦ). Четворогодишња истраживачка сарадња са Енвидијом обухватила је рад на развоју нових ГПУ технологија потребних за изградњу нове класе врхунских суперкомпјутера.
У новембру 2006. Бадера су одабрали Сони, Тошиба и ИБМ да режира први Центар компетенција за микропроцесор. Бадер је изабран за члана ИЕЕЕ-а 2009. године. Од 2011. године сарађује са Џорџијским институтом за технолошка истраживања на проактивном откривању инсајдерских претњи користећи графичку анализу и учење.
29. јула 2015. године, председник Барак Обама најавио је Националну иницијативу за стратешко рачунање (НСЦИ). Бадер је позван од стране Беле куће од 20. до 21. октобра 2015. године у својству панелиста на радионици Националне иницијативе за стратешко рачунарство Беле куће (НСЦИ). Након тога, Канцеларија за науку и технолошку политику Беле куће (ОСТП) позвала је Бадера да ради као панелиста у Интернационалној радној групи за рачунарство високог нивоа (НЕЦРД) (ИВГ) и Старије управљачке групе за велике податке (ССГ) „Суперкомпјутерство и велика количина података: Од судара до конвергенције" Панел, на 27. ИЕЕЕ и АЦМ конференцији о супер рачунарству (СЦ15), Аустин, ТКС, 18. новембра 2015. 29. јула 2016, Бадер је био позвани учесник Националне иницијативе за стратешко рачунање Беле куће ( НСЦИ) Јубиларна радионица.
Бадер је суоснивао лист Graph500 за вредновање рачунарских платформи "Биг Дата".
У априлу 2019. године најављено је да ће Бадер и његов лабораториј у Georgia Tech-у партнерити са Енвидиом да развију решења за анализу података за своје графичке процесоре.
У јулу 2019. Технолошки институт у Њу Џерсију објавио је да ће Бадер обављати функцију директора свог новооснованог Института за науку о подацима на рачунарском факултету Ying Wu. Институт за науку о подацима обједињује постојеће истраживачке центре за велике податке, медицинску информатику и сигурност на интернету при ЊИТ-у, спроводећи и основна и примењена истраживања.

## Награде
У јуну 2010. године Интел је подржао Бадер-ово истраживање о аналитикама графова трогодишњом наградом уреда за истраживачки рад компаније Intel Labs Academic Research Office for the Parallel Algorithms for Non-Numeric Computing Program.
Бадер је добитник награде NSF CAREER. 2011. године именован је чланом АААС-а и ИЕЕЕ-а. InsideHPC га је 2011. године такође прогласио за „Rock Star of High Performance Computing“, а за члана "People to Watch" проглашен је од стране HPC Wire-а у 2012. и 2014. Именован је за члана СИАМ-а 2019. године.
Одељење за електротехнику и рачунарско инжењерство на Универзитету Мариланд представило је Бадера као првог добитника њихове истакнуте награде Алумни у 2012. години. У 2019. години Бадер је добио награду Facebook AI System Hardware/Software Co-Design Research Award to develop "high-performance AI solutions for existing as well as future AI hardware."
На Georgia Tech-у, Бадер је примио неколико признања и награда, укључујући Деканову награду 2007. и изванредну награду за истраживање сениорског факултета у 2014. години.
Бадер је Golden Core члан IEEE Computer Society (2010), и добитник је награде IEEE Computer Society Meritorious Service (2010).

## Приватни живот
Бадер има једну кћер, Сади Роуз, која је страствена уметница.